# Foreshore-and-Seabed-Kontroverse

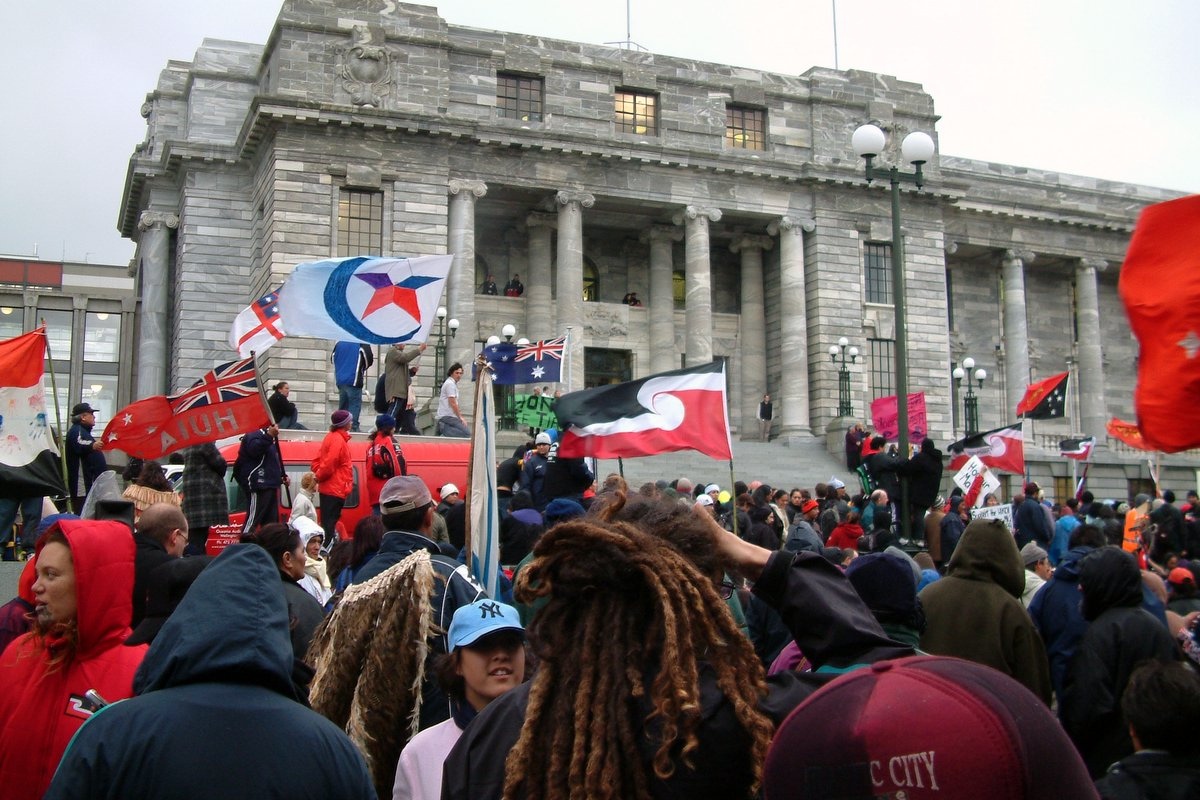
Foreshore-and-Seabed-Hikoi (Protestversammlung) vor dem neuseeländischen Parlament in Wellington, (5. April 2004)

Die Foreshore-and-Seabed-Kontroverse ist eine öffentliche politische Auseinandersetzung in Neuseeland.
Im Kern geht es bei diesem Konflikt um die Besitz- und Nutzungsrechte des Küstenvorlandes und des Meeresbodens (englisch Foreshore and Seabed). Konfliktpartner hierbei sind die neuseeländische Regierung und die an der Nutzung und Ausbeutung des Foreshore and Seabed interessierten nicht-indigenen Kreise auf der einen Seite und die Bevölkerung der Māori auf der anderen Seite.

## Geschichte

### Entstehung des Konfliktes
Am 19. Juni 2003 hatte der neuseeländische Court of Appeal (deutsch: Appellations- oder Berufungsgericht) im Fall der Ngāti Apa die Entscheidung zu treffen, ob das Foreshore and Seabed des Marlborough Sounds den Status von Customary Land (Land des indigenen Volkes) hat oder nicht. Acht Iwi des nördlichen Teils der Südinsel hatten 1997 vor dem Māori Land Court (deutsch: Māori-Landgericht) geklagt. Sie wollten feststellen lassen, ob das betreffende Gebiet als Customary Land entsprechend dem Te Ture Whenua Māori Act 1993 (TTWMA) ihnen gehört oder nicht. Die Regierung und verschiedene Parteien hatten im Vorfeld dem Māori Land Court die Zuständigkeit in dieser Angelegenheit abgesprochen. Eine Entscheidung des High Court, in der das Foreshore and Seabed dem Besitz der Krone zugeordnet wurde, wurde später vor den Court of Appeal gebracht. Eine erste Anhörung fand im Juli 2002 statt.
Das Appellationsgericht beschloss dann am 13. Juni 2003 einstimmig, dass der Māori Land Court die Zuständigkeit und die Kompetenz hat, in Einzelfällen darüber zu entscheiden, ob das Foreshore and Seabed einzelner Küstenbereiche Customary Land ist oder nicht. Das Gericht lehnte es aber für diesen konkreten Fall ab, selbst darüber zu entscheiden, ob der Status eines Customary Land vorliege.
Die damalige Labour-Regierung unter Helen Clark reagierte sofort. Erst später wurde bekannt, dass sie den Māori-Iwi lukrative Rechte an Meeresfarmwirtschaften als Gegenleistung bei Aufgabe ihrer Besitzansprüche zukommen lassen wollte. Die Möglichkeit der Klage vor dem Māori Land Court sollte den Māori-Iwi so genommen werden. Die Verärgerung und der Widerstand unter den Māori folgte postwendend.
Es folgten 3.946 Eingaben an die Regierung, auch von Privatpersonen, die die Position und Sichtweise des Court of Appeal und der der Māori unterstützten. 94 % der Eingaben waren gegen die Gesetzesinitiative gerichtet.

### Protestbewegung

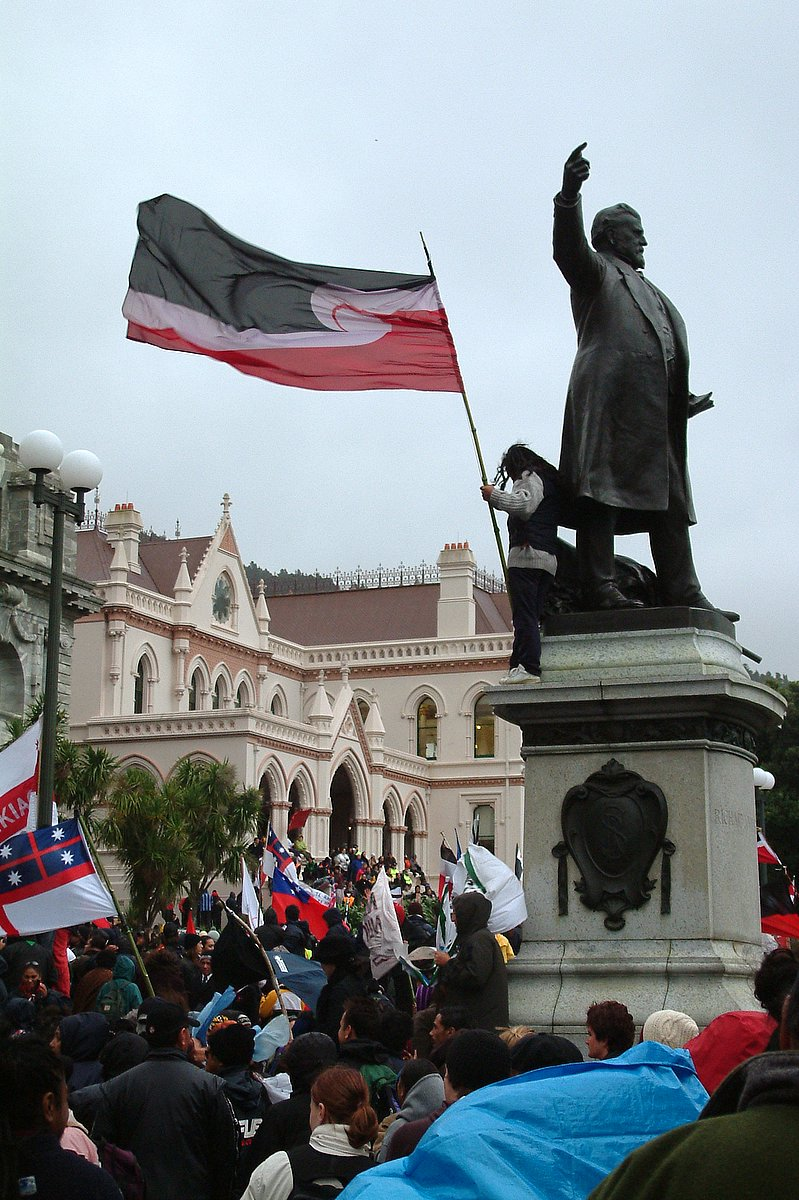
Hikoi vor dem neuseeländischen Parlament (5. April 2004)

Zum neuseeländischen Herbst 2004 hin bildete sich gegen die Verabschiedung des Foreshore-and-Seabed-Gesetzes eine landesweite Protestbewegung. Den Start aller Protestmärsche (Hikoi), die aus den unterschiedlichen Landesteilen kommend sich am 5. Mai 2004 in Wellington vereinigen wollten, machte der Hikoi, der von Te Rerenga Wairua (Cape Reinga) aus begann.
Am Morgen des 22. April 2004 setzte sich der Marsch mit Hunderten von Menschen in Richtung Wellington in Gang, organisiert und angeführt von dem Māori-Aktivisten und späterem Parlamentarier Hone Harawira. Hone Harawira sagte später einmal: “In fact, the word I was getting was that if we hadn’t organised the march, serious civil disobedience was being planned for all round the country. All hell would have broken loose.” (deutsch: „In der Tat, was mir zugetragen wurde, war, dass wenn wir den Marsch nicht organisiert hätten, im gesamten Land ernster ziviler Ungehorsam geplant war. Die Hölle wäre los gewesen.“)
Konservativen Schätzungen zufolge überquerten am 27. April 2004 etwa 5.000 Demonstranten die Auckland Harbour Bridge, der Veranstalter ging von über 10.000 aus. Am 3. Mai 2004 startete der Hikoi der Ngāti Kahungunu von Wairoa, Hawke’s Bay aus und im gesamten Land wurden Reisen und Transportmöglichkeiten organisiert, um am 5. Mai 2004 bei dem Protestmarsch zum New Zealand Parliament dabei zu sein. Rund 50.000 Menschen sollen es schließlich am 5. Mai gewesen sein, die ihren Protest gegen den Foreshore and Seabed Act 2004 in Wellington vor dem Parlamentsgebäude zum Ausdruck brachten, einige davon waren 1000 km und 14 Tage unterwegs.
Ein zweiter Hikoi wurde im Oktober 2004 organisiert; er endete am 16. Oktober in Auckland im Orakei Marae. Doch bereits im April hatte die damalige Premierministerin Helen Clark deutlich gemacht, dass die Proteste die Regierung zu keinerlei Änderungen bewegen würde.

### Gründung der Māori Party
Zeitgleich mit den Protesten im Lande wandte sich Tariana Turia, seinerzeit Minister for the Community and Voluntary Sector und Mitglied der Labour Party, von ihrer Partei ab, opponierte öffentlich gegen die Gesetzesinitiative und stellte sich gegen Helen Clark, die ihr mit Ablösung drohte.
Am 30. April 2004 gab Tariana Turia schließlich selbst ihren Rücktritt als Ministerin mit Wirkung zum 17. Mai 2004 bekannt, trat wenig später aus der Partei aus und ergriff mit Pita Sharples, Hone Harawira und vielen anderen die Initiative zur Gründung der Māori Party. Bei den Nachwahlen im Juli 2004 in dem Māori Electorate Te Tai Hauāuru bekam Tariana Turia 92,7 % der Stimmen und zog als erste Kandidatin der Māori Party, deren Gründung als eine Folge des Foreshore-and-Seabed-Konfliktes angesehen werden kann, ins Parlament ein.

### Foreshore and Seabed Act 2004
Trotz der landesweiten Proteste wurde der Foreshore and Seabed Act 2004 am 16. November 2004 in dritter Lesung vom Parlament verabschiedet und am 24. November durch die Unterschrift der Generalgouverneurin Silvia Cartwright mit Wirkung ab dem 17. Januar 2005 rechtskräftig.
Kernpunkte des Gesetzes waren:
- Jede natürliche Person hat ein Zugangsrecht zum Küstenvorland und zum Meeresboden.
- Jede Person hat das Recht zur Schifffahrt in dem Bereich.
- Bestehende Fischereirechte werden nicht angetastet.
- Der Māori Land Court ist in Sachen Customary-Land-Rechte nicht mehr zuständig. Nur der High Court kann noch über infrage stehende Landrechte entscheiden.
- Das öffentliche Küstenvorland und der Meeresboden gehören der Krone und können nicht veräußert werden, es sei denn, ein vom Parlament beschlossenes Gesetz erlaube dies.[16]